# Satanismo teísta
O satanismo teísta, também referido como satanismo religioso ou satanismo tradicional, é um termo abrangente para grupos religiosos que consideram Satanás, o Diabo, como uma divindade ou entidade espiritual real. Isso contrasta com o arquétipo ateísta, metafórico ou símbolo encontrado no Satanismo LaVeyano, que descarta a adoração dos satanistas teístas como uma "heresia cristã".
A maioria dos grupos teístas de satanismo são relativamente novos e apresentam uma variedade de ideologias. Um aspecto comum no satanismo teísta é o uso de diferentes tipos de magia.
O satanismo teísta utiliza de tradições esotéricas de várias religiões como do paganismo, esoterismo, budismo e hinduísmo, buscando "iluminação" através do caminho da mão esquerda.
As organizações que promovem crenças satanistas teístas geralmente têm poucos seguidores, são pouco conectadas entre si ou se constituem como grupos independentes e cabalas que, em grande parte, se marginalizam.

## Simbolismo
Baphomet, uma divindade supostamente adorada pelos Cavaleiros Templários, aparece frequentemente na simbologia satânica, baseado em alegações de que a Maçonaria adorava tanto Satanás quanto Baphomet, assim como Lúcifer, em seus rituais. Tanto o diabo quanto Baphomet são frequentemente representados como um bode, fazendo com que o bode e a cabeça de bode sejam símbolos significativos no satanismo. O pentagrama invertido também é um símbolo importante usado no satanismo, às vezes representado com a cabeça de bode de Baphomet em seu interior, popularizado pela Igreja de Satanás. O pentagrama e a cabeça de bode também aparecem no logotipo do Templo Satânico. Nos tempos mais recentes, a "cruz invertida" tem sido usada e vista como um símbolo anticristão e satânico, de maneira similar ao pentagrama invertido. A partir da década de 1960, várias produções de TV e franquias de filmes apresentaram a Cruz de São Pedro como um símbolo representando o Anticristo e Satanás, tornando-a um dos símbolos satânicos mais populares atualmente.